# Chanhthuem Latmany
Chanhthuem Latmany   () és una política laosiana. És membre del Partit Popular Revolucionari de Laos. És representant de l'Assemblea Nacional de Laos per a la província d'Oudomxay (circumscripció 4).